# Clan Shōni
Il clan Shōni (少弐氏?, Shōni-shi) fu un potente clan di samurai del Giappone medievale durante l'epoca Sengoku e dominò principalmente nella provincia di Chikuzen, a nord dell'isola di Kyūshū. Prima del periodo Kamakura (1185–1333), Shōni fu in origine un titolo e un avamposto nel governo Kyūshū (Dazaifu), traducibile approssimativamente come Consigliere Junior, e al servizio sotto un Daini (大弐).
Dominato da membri del ramo Fujiwara di Mutō, il titolo Shōni crebbe in prominenza finché non venne usato come nome di famiglia. Quando Minamoto no Yoritomo fondò lo Shogunato Kamakura nel 1185, egli riorganizzò l'amministrazione di Kyūshū: l'avamposto di Chinzei Bugyō rimpiazziò quello di Dazaifu, e gli Shōni furono analogamente espulsi dalla loro posizione ereditaria tradizionale; tuttavia, vari membri della famiglia poterono tenersi varie altre importanti postazioni nella regione. Inoltre, alcuni membri della famiglia avrebbero in seguito giocato un ruolo importante nella difesa contro l'invasione mongola del Giappone tra il 1274 e il 1281.
In seguito, si sarebbero alleati con Ashikaga Takauji e con la Corte del Nord nelle guerre Nanboku-chō nel XIV secolo partecipando alla battaglia di Tatarahama (1336) e appoggiano lo shogunato nel Kyūshū.. Sconfitti ripetutamente dal clan Ōuchi nel XIV e nel XV secolo, gli Shōni persero gradualmente i loro territori, ma furono i Ryūzōji, a metà del XVI secolo, ad eliminarli.
Il clan Nabeshima discende dagli Shōni.

## Membri importanti del clan[2]
- Mutō Sukeyori (武藤 資能?; 1160 - 1228): fu un samurai del periodo Kamakura che deteneva i titoli di Dazaifu Shōni, Chikugo no kami e shugo delle province di Chikuzen, Buzen, Hizen e Tsushima. Figlio di Mutō Yorihira, il clan Mutô era originario della provincia di Musashi e fu inizialmente servitore del clan Taira e successivamente di Minamoto no Yoritomo. Servendo in quella veste, nel 1191, Sukeyori viaggiò con Taira Moritoki nelle province di Ise e Shima, in un viaggio d'ispezione che confermava lo sterminio dei Taira. Si recò a Kyūshū nel 1193, dove succedette ad Amano Tōkage come Chinzei Bugyô. Nel 1226 fu nominato Dazaifu Shōni e subentrò nell'amministrazione di tutta l'isola. È sepolto a Dazaifu accanto al figlio Mutō Sukeyoshi, che prese il nome di Shōni segnando l'inizio del clan Shōni[3].

- Shōni Sukeyoshi (少弐 資能?; 1198 - 1281): figlio di Mutô Sukeyori, ereditò da lui le cariche di Dazaifu Shōni e di shugo delle province di Chikuzen, Buzen, Hizen, Tsushima e Iki. Dopo la nomina a Dazaifu shōni, Sukeyoshi prese il nome Shōni come nome di famiglia. Come capo dell'ufficio di Dazaifu dello shogunato Kamakura, svolse un ruolo importante nel ricevere gli inviati mongoli e nell'organizzare la difesa contro le invasioni mongole del 1274 assieme a Ōtomo Yoriyasu. Venne ucciso nel 1281 affrontando i mongoli[4].

- Shōni Tsunesuke(少弐 経資?; 1229 - 1292): figlio maggiore di Sukeyori, divenne capo del clan per un breve periodo e lasciò la carica al fratello Kagesuke il quale aiutò ad affrontare l'invasione mongola. Morì monaco nel 1292.

- Shōni KagesukeShōni Kagesuke (少弐 景資?; 1246 - 1285): figlio di Sukeyoshi, era capo del clan al tempo della spedizione dei mongoli. Organizzò la difesa dell'isola combattendo con coraggio e quando la tempesta disperse la flotta degli invasori, li inseguì fino all'isola di Takashima e massacrò tutti coloro che vi avevano cercato rifugio (1281).

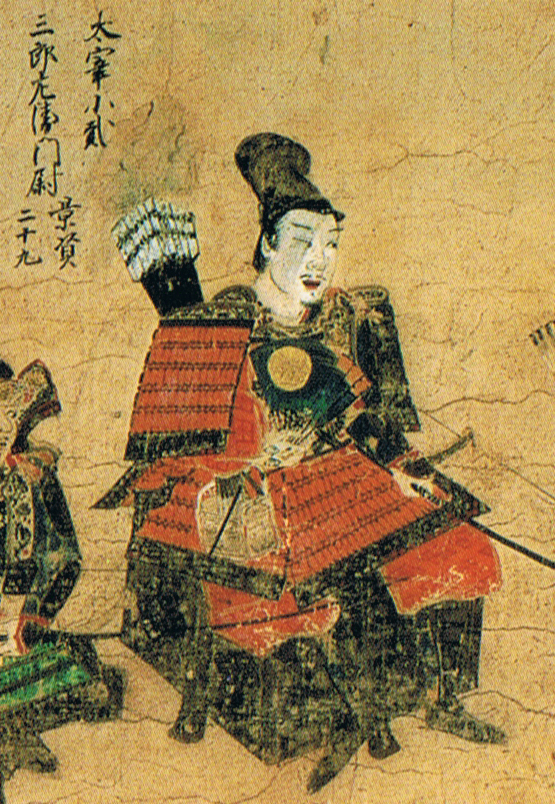
Shōni Kagesuke

- Shōni Sadatsune (少弐 貞経?; 1272 - 1336): si schierò con l'Imperatore Go-Daigo, ma venuto a conoscenza delle vittorie degli Ashikaga, si schierò con quest'ultimi contro la Corte del Nord. Nel 1334 sconfisse e uccise Kikuchi Takeoki ma venne successivamente ucciso dal figlio di Takeoki, Kikuchi Taketoshi.

- Shōni Yorihisa (少弐 頼尚?; 1294 - 1372): figlio di Sadatsune, dopo la sconfitta del padre per mano di Taketoshi, guidò 2.000 uomini per aiutare Ashikaga Takauji partecipando alla battaglia di Minatogawa (1336) e in quella di Amida-ga-mine, dove la Corte del Sud venne sconfitta. Tornato nel Kyūshū venne sconfitto da Kikuchi Takemitsu a Chikugo-gawa.

- Shōni Fuyusuke (少弐 冬資?; 1337 - 1375): figlio di Yorihisa servì inizialmente Imagawa Sadayo che lo nominò tendai dell'isola. Successivamente, dopo alcune diatribe, si ribellò contro di lui ma venne sconfitto e ucciso.

- Shōni Yorizumi (少弐 頼澄?;): fratello di Fuyusuke, al quale succedette dopo la morte. Servì il principe Principe Kaneyoshi dal quale fu nominato tendai di Kyūshū ed Echigo no kami.

- Shōni Masasuke (少弐 政資?; 1441 - 1497): discendente di Yorizumi, fu ucciso combattendo Ōuchi Yoshioki che cercava di impadronirsi dei territori Shōni.

- Shōni Sukemoto (少貳 資元?; 1489 - 1536): figlio di Masasuke, cercò di riconquistare la guida del clan. Sposò una figlia di Ōtomo Masachika; quest'ultimo lo aiutò e sconfissero gli Ōuchi nel 1529.

- Shōni Tokinao (少弐 冬尚?; 1510 - 1559): figlio di Sukemoto, dovette affrontare la ribellione del proprio vassallo Ryūzōji Takanobu venendo sconfitto nel 1554. Rifugiatosi nella provincia di Chikugo, sollevò un esercito e affrontò nuovamente Takanobu venendo ulteriormente sconfitto. Commise seppuku e con la sua morte il clan Shōni cessò di esistere.